# Spadola
Spadola (Spàtula in calabrese) è un comune italiano di 785 abitanti della provincia di Vibo Valentia in Calabria.

## Geografia fisica

### Territorio
L'abitato è posto a 754 metri di altitudine sul versante orientale delle Serre ed è attraversato dal fiume Ancinale che lo divide dall'abitato di Brognaturo. Il territorio comunale si dispone su un profilo altimetrico compreso tra 743 e 1284 metri s.l.m.

### Clima
Il clima di Spadola può essere definito "di bassa montagna con piovosità elevata"; gli inverni sono infatti umidi e molto piovosi. Non è inusuale la neve. Le stagioni intermedie sono fresche e anch'esse molto piovose. In estate si rilevano meno precipitazioni, ed una forte escursione termica tra il giorno e la notte. Non mancano i temporali, specie in giugno e nella seconda metà d'agosto.

## Storia
Tra l'imponente massiccio della Sila e l'Aspromonte si trova l'altopiano delle Serre; un tratto cioè dell'Appennino Calabro, perennemente verdeggiante di abeti giganteschi, pini e faggi.
Il mar Tirreno a Ovest e lo Jonio dalla parte opposta, non mancano di sferzarlo, nel freddo periodo invernale, con tempestose raffiche di vento e grandine; ma nelle altre stagioni, con piacevoli brezze salmastre si fanno perdonare. L'industria boschiva e la relativa lavorazione del legno qui sono ovviamente predominanti sulle altre, e annoverano fin dai tempi antichi molte segherie che hanno dato il nome all'altopiano.
In uno dei pianori da esso contenuti, e propriamente in quello settentrionale, giace Spadola; un piccolo paese antico, caratterizzato dalla genuinità del contorno, dalla varietà e morbidezza dei colori, dall'azzurro chiaro del cielo e da una collina che era e rimane il faro di religiosità per il paese, le cui case si aggrappano alle sue falde. Visto da lontano, Spadola oggi, se non fosse per le sue due chiese, l'una a ridosso dell'altra sulla sommità della collina, sembrerebbe un grosso agglomerato di case, attaccato com'è ai paesi viciniori di Brognaturo e Simbario; edil suo centro storico, con le viuzze che si insinuano tra vecchi muri muschiati dall'umido, e le nuove costruzioni che si aprono con ampio respiro nella zona pianeggiante del Prato, si mostrano all'occhio del visitatore solo quando è nei pressi dell'abitato.
Le origini del borgo si perdono nel tempo medievale. Il primo documento storico certo tuttora esistente, risale infatti al 1093, anno in cui il Conte Ruggero il normanno, fratello del più famoso Roberto il Guiscardo, assegnò al certosino San Bruno per la sua vita eremitica, un pezzo di territorio nel selvoso pianoro meridionale sopra citato, ampliato con una lega intorno. Nel descrivere i confini della donazione, il Conte così cita: "Sicut aqua decurrit per Spatulam usque ad flumen Enchinar”.
Spadola allora era l'unico nucleo abitato dell'intero altopiano ed è da credere che esistesse già da molti secoli prima se si considera il titolo tuttora vigente della sua prima comunità cristiana, appellata "Santa Maria sopra Minerva". La sommità della collina infatti, sulla quale venne inalberata intorno al 500d.c., la Croce di Gesù, protendeva fin dai tempi dei colonizzatori Greci o dei Romani conquistatori, un'ara e il culto dedicati alla dea Minerva (molti segni di insediamenti greci e romani punteggiano la zona in maniera evidente).
Anche la sua denominazione ha origine antichissima; ed è molto probabile derivi dal latino "ex palude", poiché il fiume Ancinale, del quale parlano diversi scrittori latini, sfociando allora in questo pianoro con acque più copiose, andava a sbattere contro la parte rocciosa a Sud della collina, raggirandola quasi completamente; e la corrente così smorzata, rendeva paludose le terre intorno, lasciando isolata e sicura da pericoli la sola collina. In quel 1093, Spadola, che apparteneva alla sfera religiosa di rito greco della roccaforte di Squillace, a sua volta soggetta al Metropolita di Reggio, venne assegnato come "Casale , alla giurisdizione temporale e spirituale della neocertosa di "Santa Maria della Torre" (la torre si chiamava la contrada dove fu fondato l'Eremo); e per otto secoli seguì le vicissitudini di quest'Ordine.
Sotto i Certosini si sviluppò l'artigianato e migliorò l'agricoltura; vennero impiantate le prime segherie lungo il corso dei grossi ruscelli, e sull'Ancinale sorse finanche (nei pressi dell'attuale cimitero) una ferriera, gestita dal fratello di Ettore Fieramosca. Aumentando la popolazione, andò maturando anche il senso comunitario e la coscienza civica; tanto che nel 1339, ai tempi di Roberto d'Angiò, e poi nel 1357, sotto Giovanna l°, reali del Regno di Napoli, gli abitanti, gravati da ingenti tasse, abbandonarono concordemente il casale; e per non dover pagare quanto non potevano, preferirono rifugiarsi nelle foreste, vivendo dei frutti della natura, fino a quando il sovrano per intercessione dell'Abate della Certosa, non condonò il loro debito fiscale.
Nel 1806 il Re, Gioacchino Murat, emanò lo sciagurato ordine col quale, tra le altre Comunità religiose, venne soppressa anche la "Prelatura Nullius" della Certosa di Serra.
Spadola allora, uscendo da quella giurisdizione concessa otto secoli prima dal Conte Ruggiero, divenne Università (Comune); e fu annessa per la parte spirituale alla Diocesi di Gerace. Ebbe inizio così la vita di quel mondo contadino che, rubando terra a metro a metro, alla montagna, rese fertile tutto il pianoro. Nello stesso anno anche la Calabria Ulteriore fu divisa in Distretti e Circondari, con capoluogo Monteleone. Spadola venne inclusa nel Circondario di Serra, che dal 1811 passava dal Distretto di Gerace in quello di Monteleone.
Il concordato dei Borboni infine, nel 1818 mandò in rovina la costruzione feudale dei Normanni; nonostante Ferdinando II°, nel 1856, concedette nuovamente alla comunità certosina l'effettivo possesso dell'Eremo, la Terra di Spadola restò autonoma, e religiosamente soggetta alla Diocesi di Squillace che nel 1852 aveva vinto la causa di rivendicazione contro Gerace.
Oggi Spadola è ancora una piccola, tranquilla comunità, le cui case anche se più numerose di allora, continuano ad aggrapparsi alle falde di quella collina che rimane un faro di religiosilà. Nel decennio 1958/68 ha sofferto pur essa in modo vistoso il fenomeno dell'esodo dalle campagne; e mentre altrove il canto dei contadini venne sostituito dal rumore di moderne macchine agricole, qua invece le terre furono completamente abbandonate! A poco a poco però la psicosi dell'esodo ad ogni costo, come fatto ineluttabile per conquistare spazi di vita più degni e moderni, si è andata esaurendo; e quelli che sono rimasti hanno potuto constatare condizioni di vita non disprezzabili per la ripresa del piccolo commercio dell'artigianato, e soprattutto per l'afflusso delle tante sovvenzioni assistenziali. La campagna tuttavia, anche se non è più l'elemento fondamentale della vita del paese per i beni che produceva, è rimasta tale almeno per il verde con cui circonda ancora l'antica collina.

### La "Pianella" del papa
Nel 1121, il Papa Callisto II, mentre attraversava la Calabria, si trovò a passare per Spadola; qui per i disagi del viaggio, fu costretto ad una breve sosta. L'evento eccezionale fece accorrere gli abitanti del borgo, che si apprestarono a baciare, per come era consuetudine, il piede dell'illustre passeggero. Qualcuno però, nella confusione si impossessò, per devozione o forse per venale tentazione, della "pianella" da viaggio abbandonata dal sacro piede proteso. L'antica memoria racconta che il Santo Padre allora, indignato per tanta audacia, abbia malaugurato la crescita della popolazione. La Comunità di Spadola infatti, fino agli anni ottanta non fece alcun progresso nella crescita numerica. Per cui, il 5 ottobre 1984, dopo otto secoli di attesa, non si lasciò scappare l'occasione per restituire simbolicamente a Sua Santità Giovanni Paolo II, venuto alla Certosa di Serra San Bruno, la famosa pianella; e avere così, con la benedizione apostolica, la bramata riconciliazione col successore di San Pietro.

## Monumenti e luoghi d'interesse

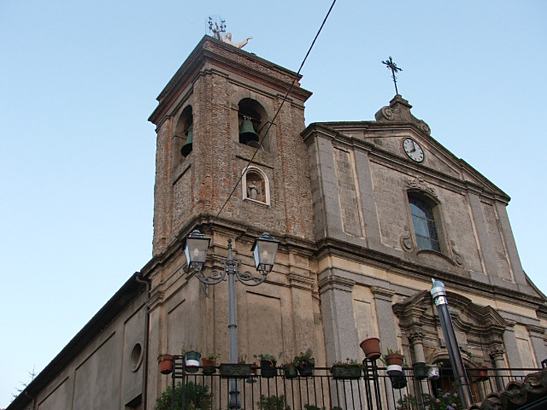
Chiesa madre di Spadola

Le chiese di Spadola sorgono sul colle detto "Minerva", in cima al quale, in età pagana, sorgeva un luogo di culto forse dedicato a questa dea . La chiesa Parrocchiale  è dedicata a Santa Maria sopra Minerva, l'altra Chiesa sita più in alto è dedicata a Maria SS. dei Sette Dolori . Infatti, in passato, alcuni scavi nei pressi di Spadola portarono alla luce una statua di pietra calcarea della dea Minerva e altri pezzi antichi. Questo ritrovamento ha dato conferme agli storici sul fatto che, questo centro, fosse abitato già ai tempi della Magna Grecia. Spadola oggi, se non fosse per le sue due chiese, l'una a ridosso dell'altra sulla sommità della collina, sembrerebbe un grosso agglomerato di case, attaccato com'è ai paesi vicini di Brognaturo e Simbario; e il suo centro storico, con le viuzze che si insinuano tra vecchi muri muschiati dall'umido, e le nuove costruzioni che si aprono con ampio respiro nella zona pianeggiante del prato, si mostrano all'occhio del visitatore solo quando è nei pressi dell'abitato.
La chiesa Parrocchiale  è dedicata a Santa Maria sopra Minerva, l'altra Chiesa sita più in alto è dedicata a Maria SS. dei Sette Dolori .
La chiesa di Santa Maria dei sette dolori è un piccolo tempio, costruito in età medievale sulle rovine del tempio pagano dedicato alla dea Minerva, venne dedicato in un primo momento a San Nicola di Bari. Dalla congregazione del 1820 prese il titolo di "Chiesa santissima dei sette dolori". La storia della chiesa viene influenzata dalla antica Confraternita dei Sette Dolori di Maria Vergine, ancora oggi esistente.

## Società

### Evoluzione demografica
Gli 858 spadolesi che oggi vivono nel paese della Minerva superano, infatti, di appena 45 unità quelli rilevati nel 1861 dal primo censimento del neo costituito regno d'Italia. Un dato, seppur, marginale, nel complesso irrilevante rispetto alle altre realtà del circondario dove nel corso di un secolo si è assistito ad una costante e considerevole diminuzione della popolazione residente. Dopo un iniziale decremento registrato nei censimenti del 1871 e del 1881 che, rispettivamente con  – 5,9 ed – 1,6 %, avevano evidenziato un calo di 60 abitanti, la popolazione era iniziata lentamente a risalire all'alba del nuovo secolo. Nonostante l'avvio del processo migratorio in direzione delle Americhe, nel 1901 la popolazione era risalita del 4,9%, toccando quota 788. Ancor più significativo il balzo in avanti del 1911, che aveva visto il numero dei residenti aumentare di un ulteriore 8,2%.
La crescita demografica, a dispetto delle continue partenze, della guerra di Libia e del primo conflitto mondiale, non si arresta neppure negli anni successivi. Gli 853 spadolesi del 1911, dieci anni dopo, sono diventati 892 con un incremento del 4,6 in termini percentuali. Nel 1931, in piena era fascista, con un + 3,1 % la popolazione sale a 920 unità. Dopo un quarantennio di ininterrotta crescita, la prima significativa flessione giunge con le rilevazioni demografiche del 1936. Il censimento attuato in ottemperanza del Regio decreto n. 1503 del 6 novembre 1930 con il quale si stabiliva, tra l'altro, la cadenza quinquennale delle rilevazioni demografiche, fotografa un calo del 4,3 % che porta la popolazione nuovamente sotto la soglia delle 900 unità. Le ferite prodotte dalla seconda guerra mondiale, l'avvicendamento istituzionale tra monarchia e repubblica e i problemi connessi con la ricostruzione contribuiscono a rinviare al 1951 il primo censimento dell'era repubblicana. All'appuntamento Spadola si presenza con una crescita contenuta, soprattutto se comparata agli altri centri delle Serre dove, eccetto Fabrizia e Mongiana, l'incremento demografico fa segnare ovunque una doppia cifra. Il + 4,4 % riporta ai valori di vent'anni prima.

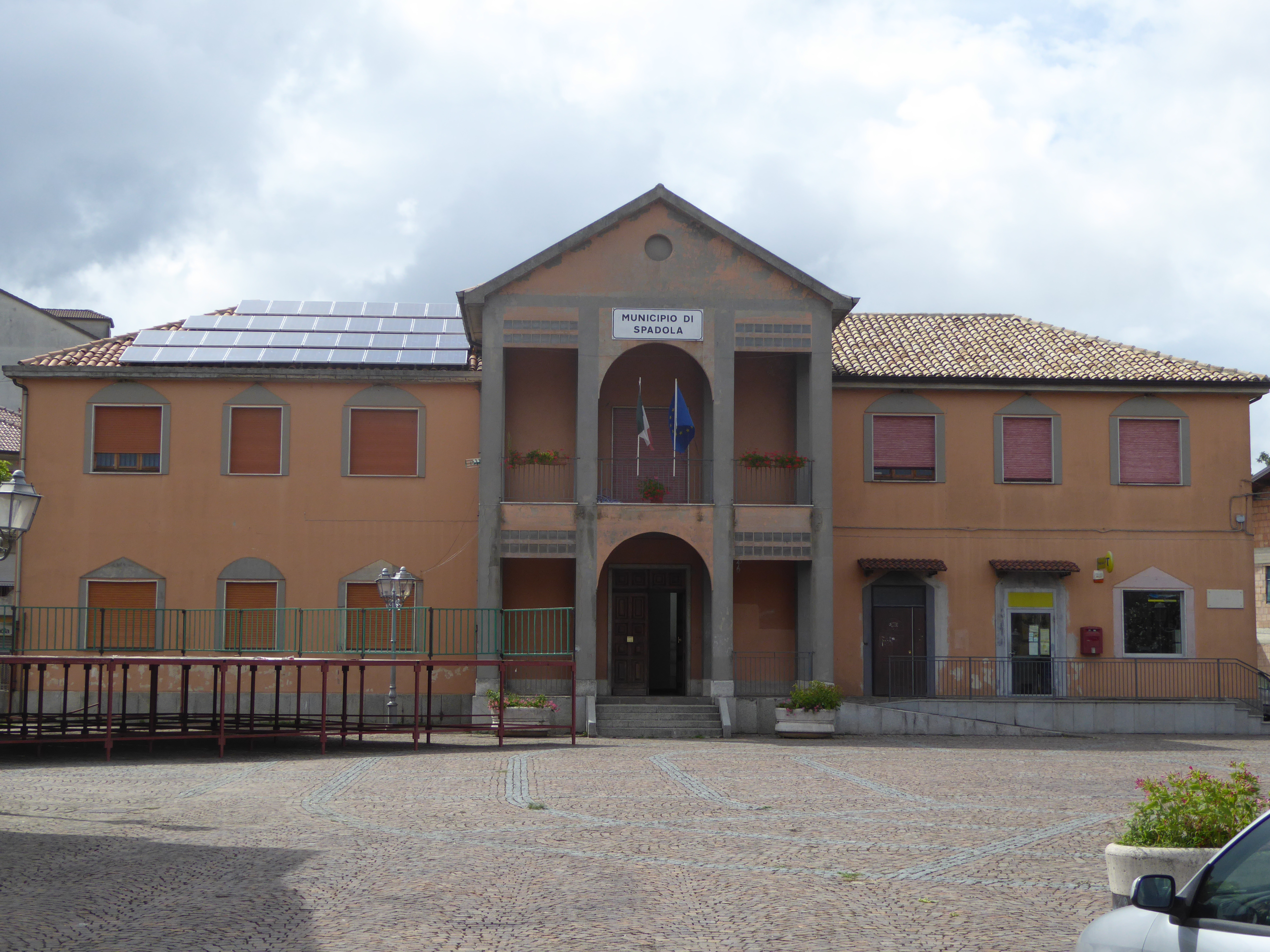
Municipio di Spadola

Il boom economico e il movimento migratorio sia interno che esterno limitano la crescita ma non l'arrestano. Dieci anni dopo, nel 1961, con 937 residenti viene raggiunto il massimo storico mai raggiunto. Da un record all'altro. Al termine del successivo rilevamento, quello del 1971 viene riscontrata una decrescita senza precedenti. Un significativo – 14,9% riduce il numero degli abitanti a 797. Una contrazione confermata nel 1981 con un – 3,3% e 771 abitanti, la terza peggiore performance dal 1861. Con tutta evidenza, al di là degli scostamenti tutto sommato fisiologici, sull'andamento demografico del paese della Minerva sembra pesare la maledizione della “chieaneda”. E proprio per riparare quel lontano affronto, vecchio di novecento anni, il 5 ottobre 1984, su iniziativa di un membro della locale confraternita "Dei sette dolori di Maria Vergine", Proc. Mario Zangari Del Prato, approfittando della visita alla certosa di Serra San Bruno di Giovanni Paolo II, la comunità spadolese si riconcilia con il Romano Pontefice, restituendo simbolicamente, con una pergamena, la pianella sottratta a Callisto II. Un gesto apparentemente simbolico, ripreso peraltro dalle maggiori testate giornalistiche nazionali e regionali, che non tarda però a manifestare i propri effetti pratici. Ritirata la maledizione, dopo due lustri, la popolazione ricomincia a risalire. Il censimento del 1991 con un incremento del 6,5% il numero dei cittadini spadolesi supera nuovamente quota 800.
Il nuovo secolo si apre con un'impercettibile scostamento. Si passa, infatti, dagli 821 residenti del 1991 agli 819 del 2001. Oggi con un incremento del 4,7 % la popolazione ha superato quota 850, una cifra analoga a quella del 1911. Una popolazione complessivamente stabile che rispetto al picco massimo del 1961 ha comunque subito una contrazione di 80 unità, una cifra considerevole ma neppure lontanamente comparabile con l'emorragia subita da tanti altri piccoli borghi dell'hinterland vibonese. Un dato di cui va forse dato merito ad una maledizione vecchia di mille anni.
Abitanti censiti

## Infrastrutture e trasporti
Il comune è interessato dalle seguenti direttrici stradali:
- delle Serre Calabre

## Amministrazione
| Periodo           | Periodo           | Primo cittadino             | Partito                          | Carica                    | Note |
| ----------------- | ----------------- | --------------------------- | -------------------------------- | ------------------------- | ---- |
| 23 aprile 1995    | 21 settembre 1998 | Bruno Francesco Ionadi      | lista civica di centro           | sindaco                   |      |
| 21 settembre 1998 | 13 giugno 1999    |                             |                                  | commissario straordinario |      |
| 13 giugno 1999    | 7 gennaio 2002    | Domenico Salvatore Marchese | lista civica di centro           | sindaco                   |      |
| 7 gennaio 2002    | 27 maggio 2002    |                             |                                  | commissario straordinario |      |
| 27 maggio 2002    | 28 maggio 2007    | Domenico Salvatore Marchese | lista civica di centro           | sindaco                   |      |
| 28 maggio 2007    | 2009              | Michela Caterina Tassone    | lista civica                     | sindaco                   |      |
| 2009              | 29 marzo 2010     |                             |                                  | commissario straordinario |      |
| 29 marzo 2010     | 7 maggio 2012     | Giuseppe Barbara            | lista civica                     | sindaco                   |      |
| 7 maggio 2012     | 12 giugno 2017    | Giuseppe Barbara            | lista civica Identità spadolese  | sindaco                   |      |
| 12 giugno 2017    | 13 giugno 2022    | Cosimo Damiano Piromalli    | lista civica Insieme per Spadola | sindaco                   |      |
| 13 giugno 2022    | in carica         | Cosimo Damiano Piromalli    | lista civica Insieme per Spadola | sindaco                   |      |